# وتومکا (اکلاهما)
وتومکا(به انگلیسی: Wetumka) شهری در ایالت اکلاهما کشور ایالات متحده آمریکا است که جمعیت آن در سرشماری سال ۲۰۱۰ میلادی، ۱٬۲۸۲ نفر بوده‌است.